# Шомон-сюр-Луар (замок)
Замок Шомон-сюр-Луар (фр. château de Chaumont-sur-Loire) — средневековый замок, находится во Франции на берегу Луары, между городами Амбуаз и Блуа. Принадлежит к избранному числу замков Луары. Здесь проводится Международный садовый фестиваль.

## История
Первый замок на этом месте между Блуа и Амбуазом построен Эдом I де Блуа в X веке для защиты от нападений феодала Фулька III Нерра. Затем замком владел норман Голдуин, чья внучатая племянница Дениз де Фужер вышла замуж за Сюльписа д’Амбуаза, и замок отошёл во владение рода д’Амбуаз на последующие века.
Пьер д’Амбуаз безуспешно восстал против короля Людовика XI, и его имущество было конфисковано, а замок по королевскому указу разрушен в 1465 году. Позже его в 1465—1475 годах отстаивал Шарль I д’Амбуаз, а продолжил в 1498—1510 годы и завершил работы его сын Шарль II д’Амбуаз с помощью своего дяди кардинала Жоржа д’Амбуаза. В облике замка появились элементы ренессанса при общей передаче средневекового облика.
В 1550 году замок купила Екатерина Медичи, где принимала астрологов, включая Нострадамуса. После смерти её супруга короля Генриха II в 1559 году вынудила его любовницу Диану де Пуатье обменять Шомон-сюр-Луар на Замок Шенонсо. После смерти внучки Дианы Шарлотты де ла Марк в 1594 году замок наследовал её муж Анри де Ла Тур д’Овернь Буйон, который продал его откупщику Ларгентьеру, который разбогател на сборе налога на соль (габель). Ларгентьера арестовали за растрату, замок и титул сир де Шомон (sieur de Chaumont) в 1600 году отошли Сципиону Сардини из Лукки. Его род владел замком до 1667 года, когда по семейным связям замок не отошёл господам де Руффиньяк.
В 1699 году замок приобрёл герцог Поль де Бовилье де Сент-Эньян, изменил ряд интерьеров, добавив пышности, чтобы принять герцога Анжуйского, направлявшегося в Испанию на собственную коронацию в 1700 года. Наследнику замка пришлось продать замок, чтобы оплатить долг перед рекетмейстером Людовика XV — монсеньором Бертином. Бертин разрушил северное крыло, чтобы открыть дом с видом на реку в современном стиле.
В 1750 году Жак-Донатьен ле Рэй де Шомон открыл в замке стеклянную и гончарную фабрику. Французы прозвали его «отцом американской революции» за любовь к Америке. В 1789 году новое революционное правительство конфисковала активы ле Рэя, включая замок.
В 1810 году замок купила Мадам де Сталь. В 1833 году заброшенный замок приобрёл граф д’Арамон и поручил провести реставрационные работы архитектору Жюлю Потьеру де ла Морандьеру из Блуа, кто позже заведовал строительными работами в замке Блуа. В Башне Екатерины Медичи д’Арамон открыл музей средневекового искусства.
В 1840 году Министерство культуры Франции объявило замок историческим памятником. Мария-Шарлотта Сэй, наследница Леона Сэя приобрела замок в 1875 году. В том же году она вышла замуж за Анри Амедея де Брольи (сына Альбера де Брольи), кто заказал роскошные конюшни в 1877 году по проекту Поля-Эрнеста Сенсона, а затем поручил ему дальнейшую реставрацию замка и устройство английского парка. Мария-Шарлотта Сэй предала замок государству в 1938 году.

В наши дни замок является музеем и популярным туристическим местом. Ежегодно, с апреля по октябрь здесь проводится Садовый фестиваль, где местные садоводы представляют свои композиции в английском парке.
- Вид на замок со стороны Луары
- Конюшни
- Турель
- Винтовая лестница в замке
- Часовня
- Пол в Зале совещаний
- Гостинная принца де Бройля
- Камин в столовой

## В искусстве
- Оноре де Бальзак в своём романе о Екатерине Медичи[фр.] (1842) упоминает обмен замков Дианы де Пуатье и Екатерины Медичи.
- В замке, в 1999 году, российский режиссёр Игорь Масленников снимал эпизоды телесериала «Что сказал покойник?» по одноименному детективу польской писательницы Иоанны Хмелевской.